# Alésia (métro de Paris)
Pour les articles homonymes, voir Alésia.
Alésia est une station de la ligne 4 du métro de Paris, située dans le quartier du Petit-Montrouge du 14e arrondissement de Paris.

## Situation
La station est établie sous la place Victor-et-Hélène-Basch et ses abords, dominés par l'église Saint-Pierre de Montrouge. Elle se situe à l'intersection de l'avenue du Maine, de l'avenue du Général-Leclerc et de la rue d'Alésia, entre les stations Porte d'Orléans et Mouton-Duvernet.

## Histoire

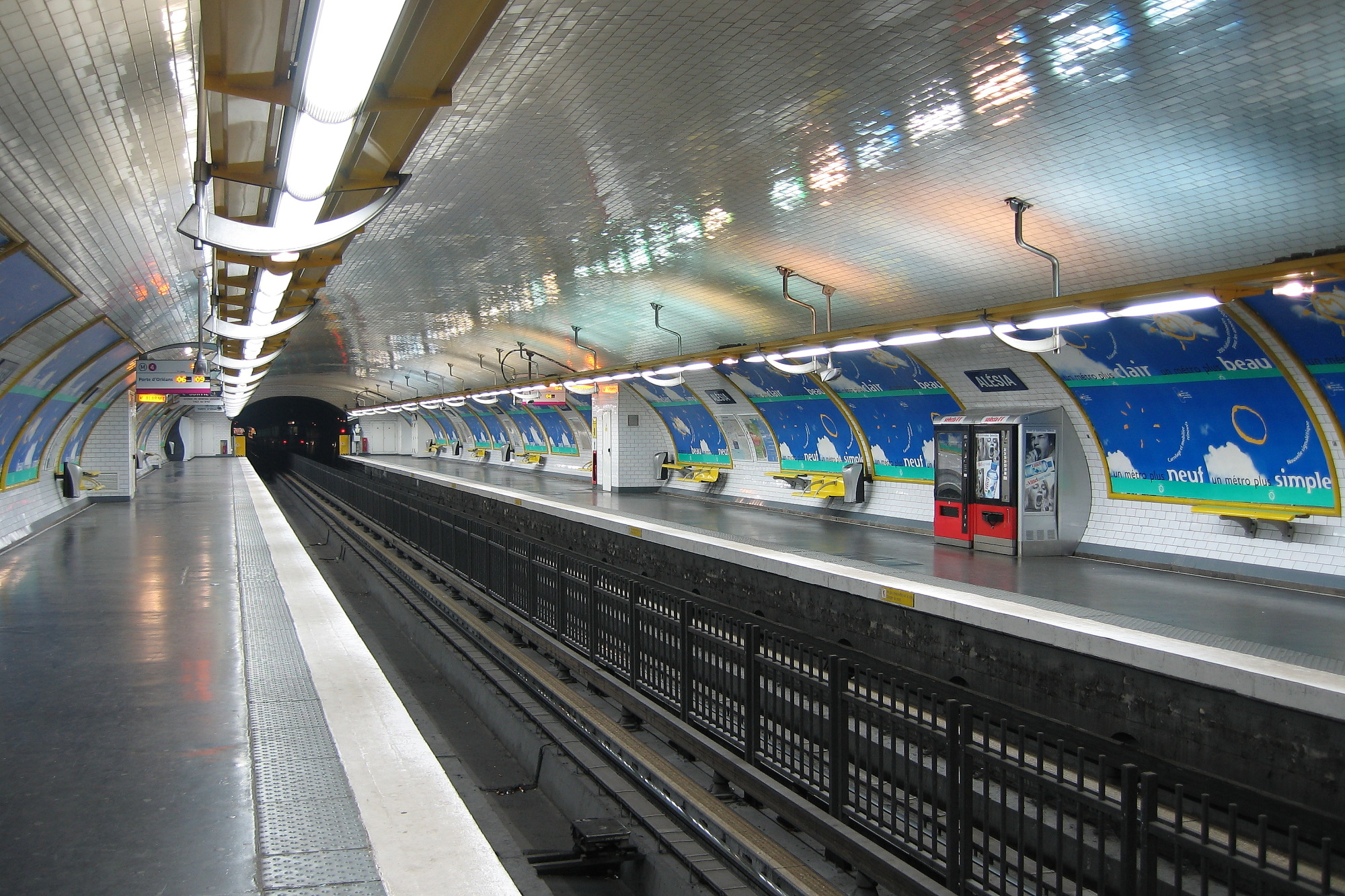
Quais de la station en 2006.

La station est ouverte le 30 octobre 1909 lors de l'ouverture de la section Raspail - Porte d'Orléans. Le nom de la station vient de la rue d'Alésia, qui passe par la place précitée. Le nom de cette rue a pour origine l'oppidum gaulois qui fut le théâtre de la bataille décisive de la guerre des Gaules qui opposa Jules César à la coalition gauloise menée par l'Arverne Vercingétorix en 52 av. J.-C.
La station a bénéficié de trois rénovations. Depuis les années 1950 jusqu'aux années 1980, la station reçoit un carrossage métallique avec cadres publicitaires dorés éclairés.
Ensuite, jusqu'en 2016, elle est aménagée en style « Ouï-dire » jaune : les bandeaux d'éclairage, de même couleur, sont supportés par des consoles courbes en forme de faux. L'éclairage direct est blanc ainsi que, contrairement à l'essentiel des rampes lumineuses de ce style, l'éclairage indirect. Les carreaux en céramique blancs sont plats et recouvrent les piédroits, la voûte et les tympans. Les cadres publicitaires sont de couleur jaune et cylindriques. Les quais sont aussi équipés de sièges du style « Motte » et de banquettes « assis-debout » de couleur jaune.
Depuis le début de l'année 2016, le carrelage et les rampes lumineuses Ouï-dire des quais sont déposés dans le cadre de travaux de rénovation programmés du 11 janvier 2016 au 30 juin 2017.

### Fréquentation
Nombre de voyageurs entrés à cette station :
| Année                      | 2013      | 2014      | 2015      | 2016      | 2017      | 2018      | 2019      | 2020      | 2021      |
| -------------------------- | --------- | --------- | --------- | --------- | --------- | --------- | --------- | --------- | --------- |
| Nombre de voyageurs par an | 5 237 657 | 5 208 628 | 5 124 204 | 5 207 485 | 5 072 500 | 5 113 245 | 4 764 374 | 2 204 961 | 3 098 136 |
| Rang                       | 77e       | 80e       | 77e       | 77e       | 85e       | 88e       | 89e       | 107e      | 100e      |
| Nombre de stations         | 302       | 302       | 302       | 302       | 302       | 302       | 302       | 304       | 304       |

## Services

### Accès
La station dispose de six accès :
- Accès no 1 « pl. Victor-et-Hélène-Basch » : premier escalier devant le 230, avenue du Maine ;
- Accès no 2 « rue du Moulin-Vert » : second escalier devant le 230, avenue du Maine ;
- Accès no 3 « av. du Maine » : escalier devant le 205, avenue du Maine, sur le côté ouest de l'église Saint-Pierre-de-Montrouge ;
- Accès no 4 « égl. Saint-Pierre-de-Montrouge » : escalier devant le 82, avenue du Général-Leclerc, sur le côté est de l'église Saint-Pierre-de-Montrouge ;
- Accès no 5 « av. du Général-Leclerc » : escalier mécanique depuis le quai du métro direction Bagneux - Lucie Aubrac devant le 82, avenue du Général-Leclerc ;
- Accès no 6 « r. d'Alésia » : escalier devant le 75, avenue du Général-Leclerc.

Accès à la station
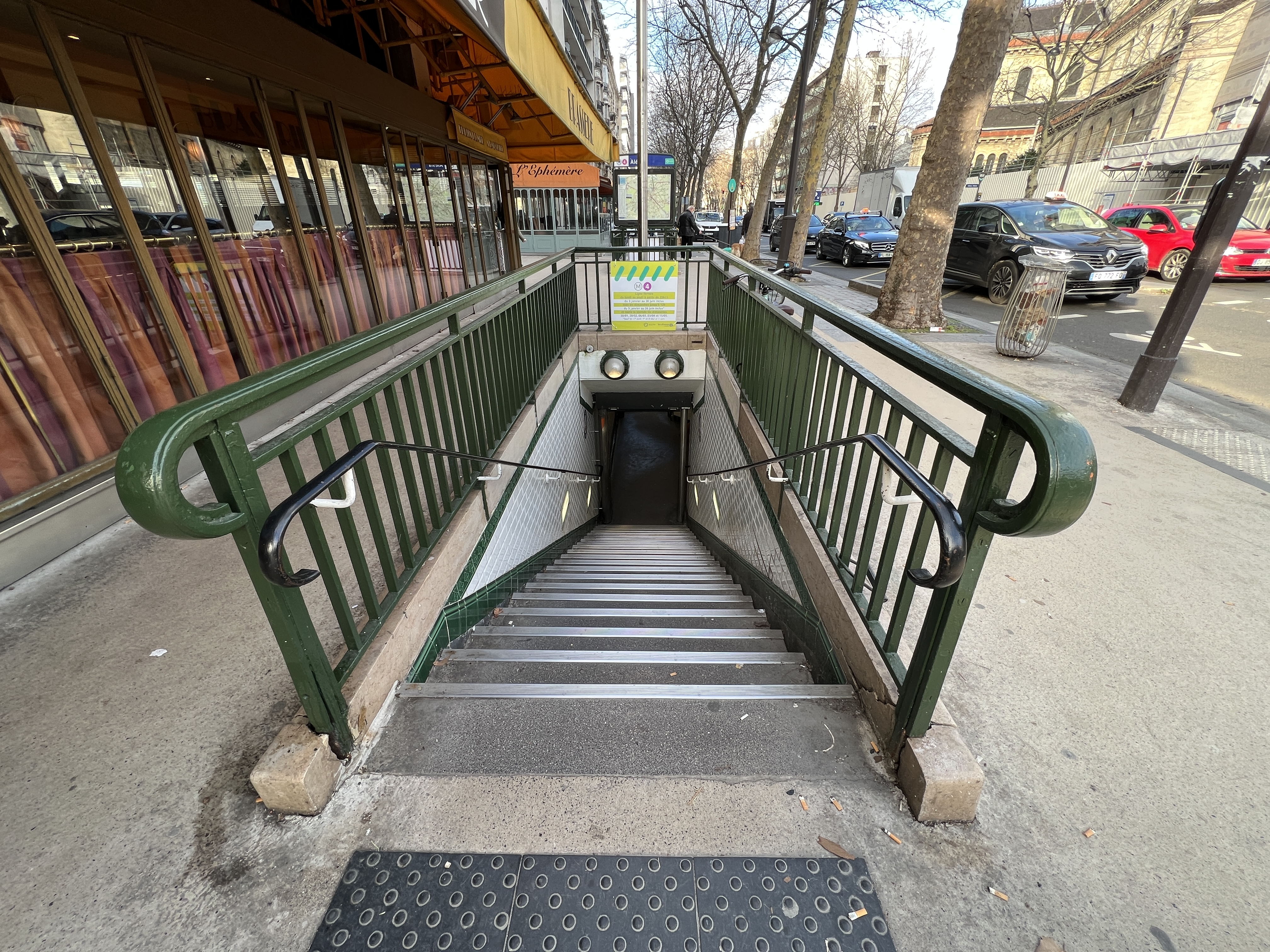
L'accès no 1 « Place Victor et Hélène Basch ».
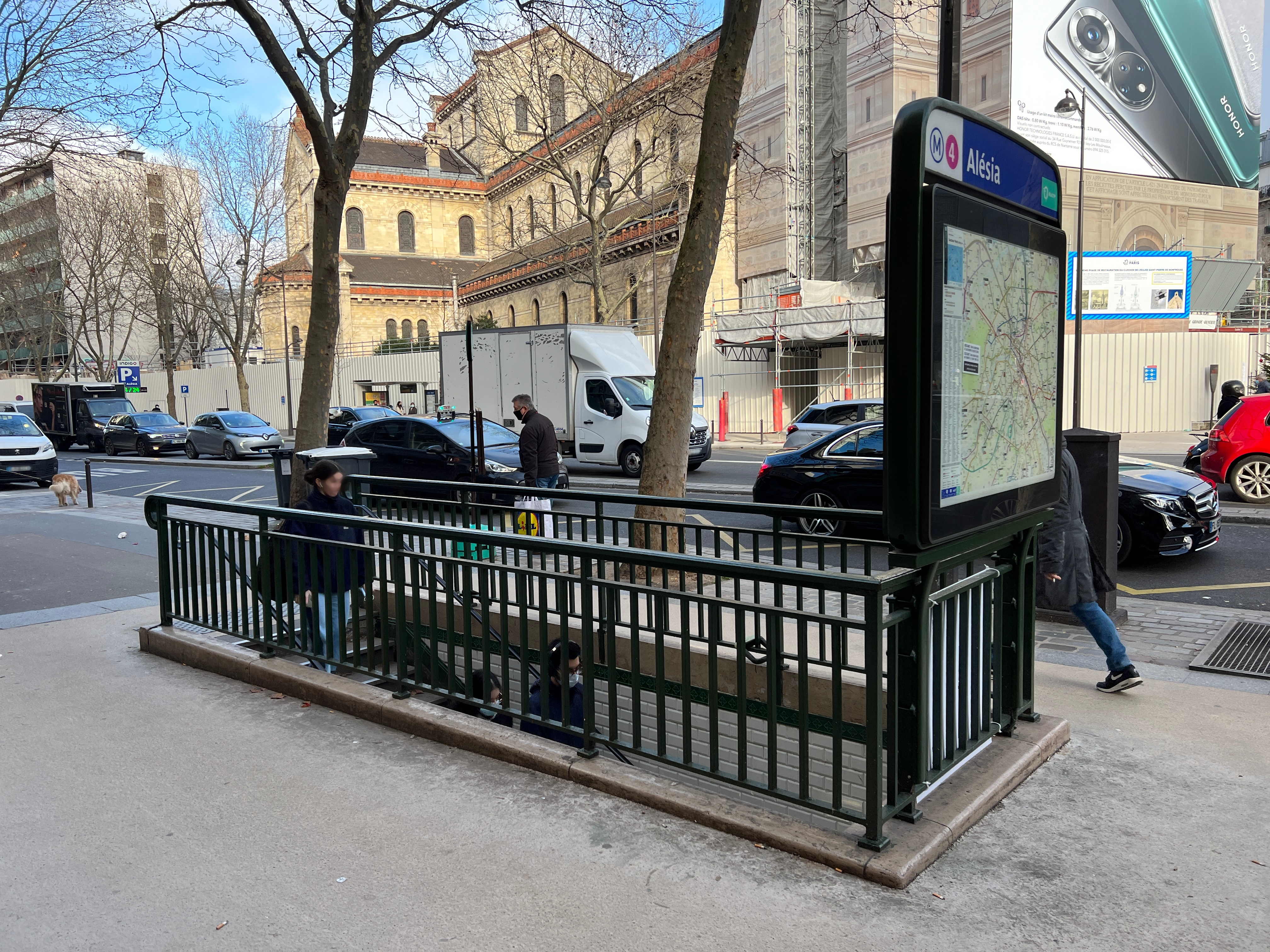
L'accès no 2 « Rue du Moulin-Vert ».
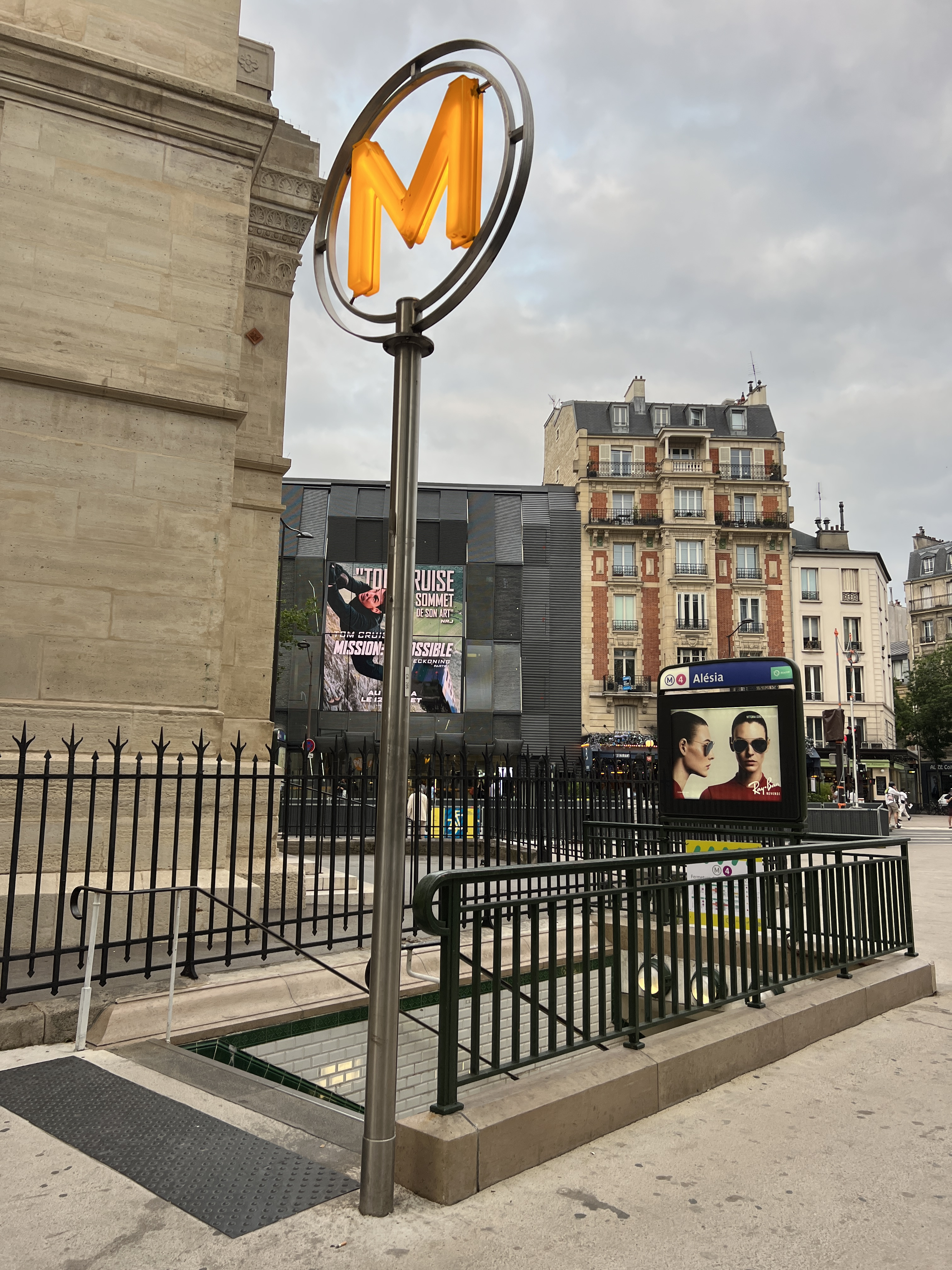
L'accès no 3 « Avenue du Maine ».
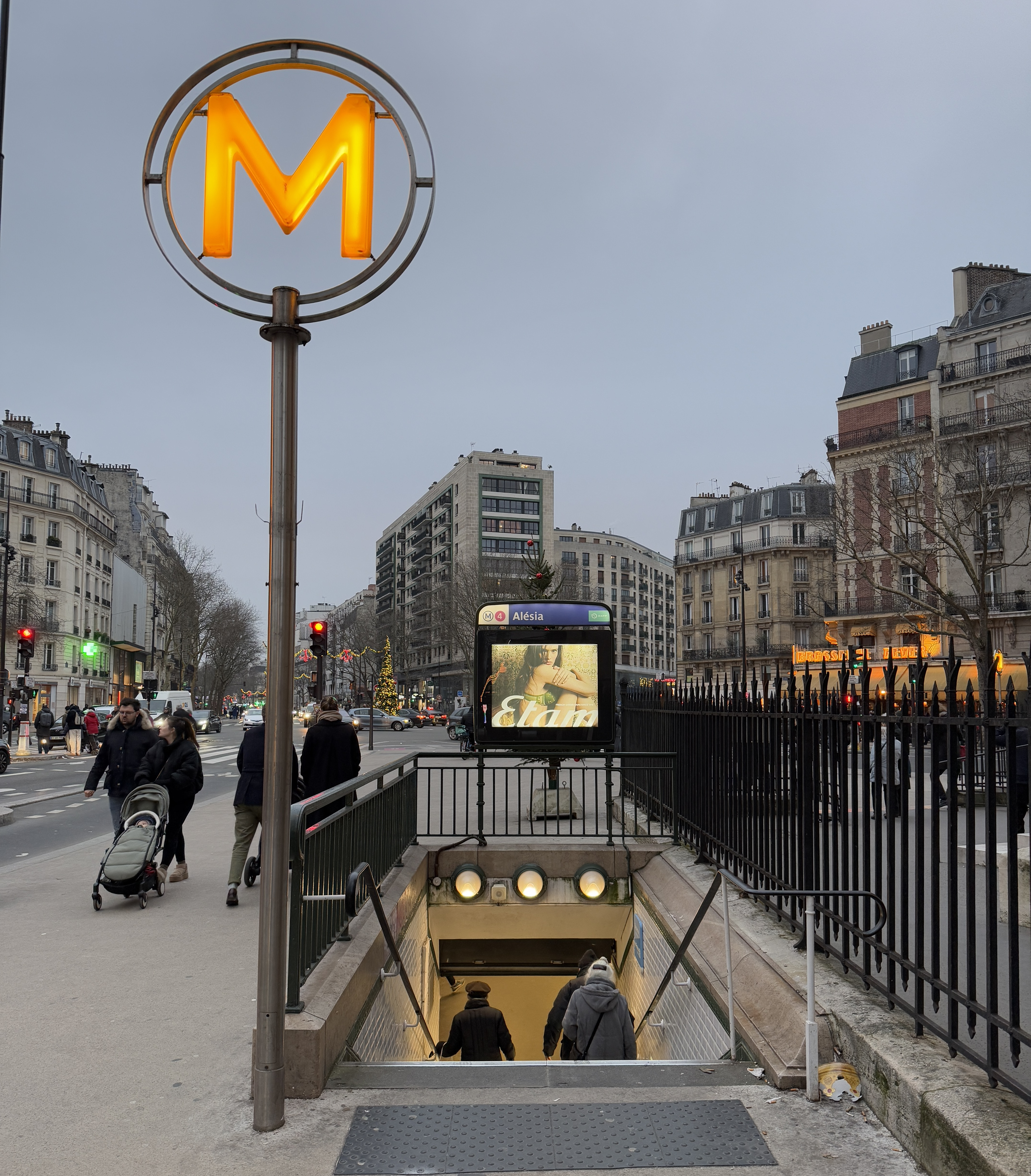
L'accès no 4 « Église Saint-Pierre de Montrouge ».
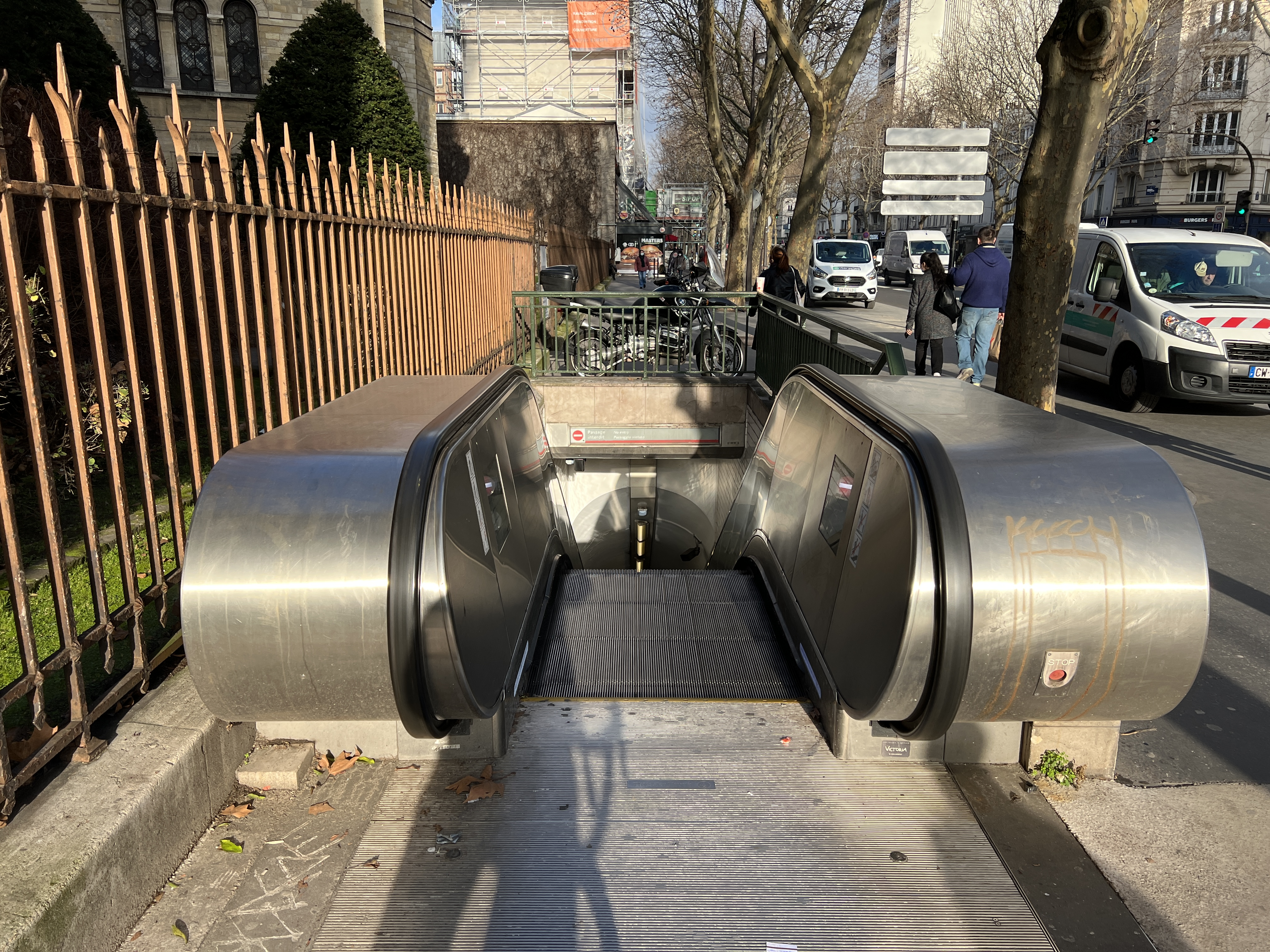
L'accès no 5 « Avenue du Général Leclerc ».
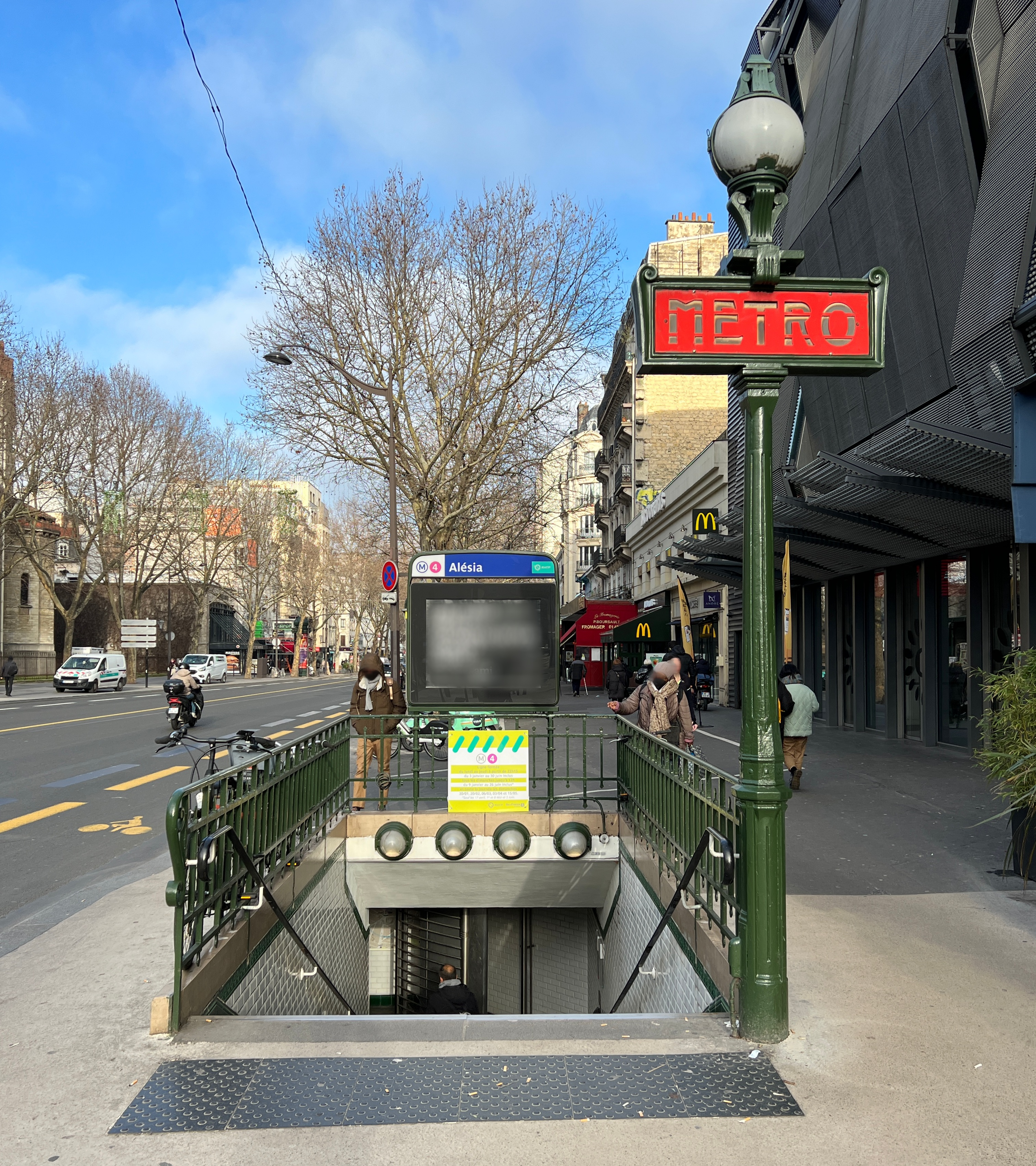
L'accès no 6 « Rue d'Alésia ».

### Quais

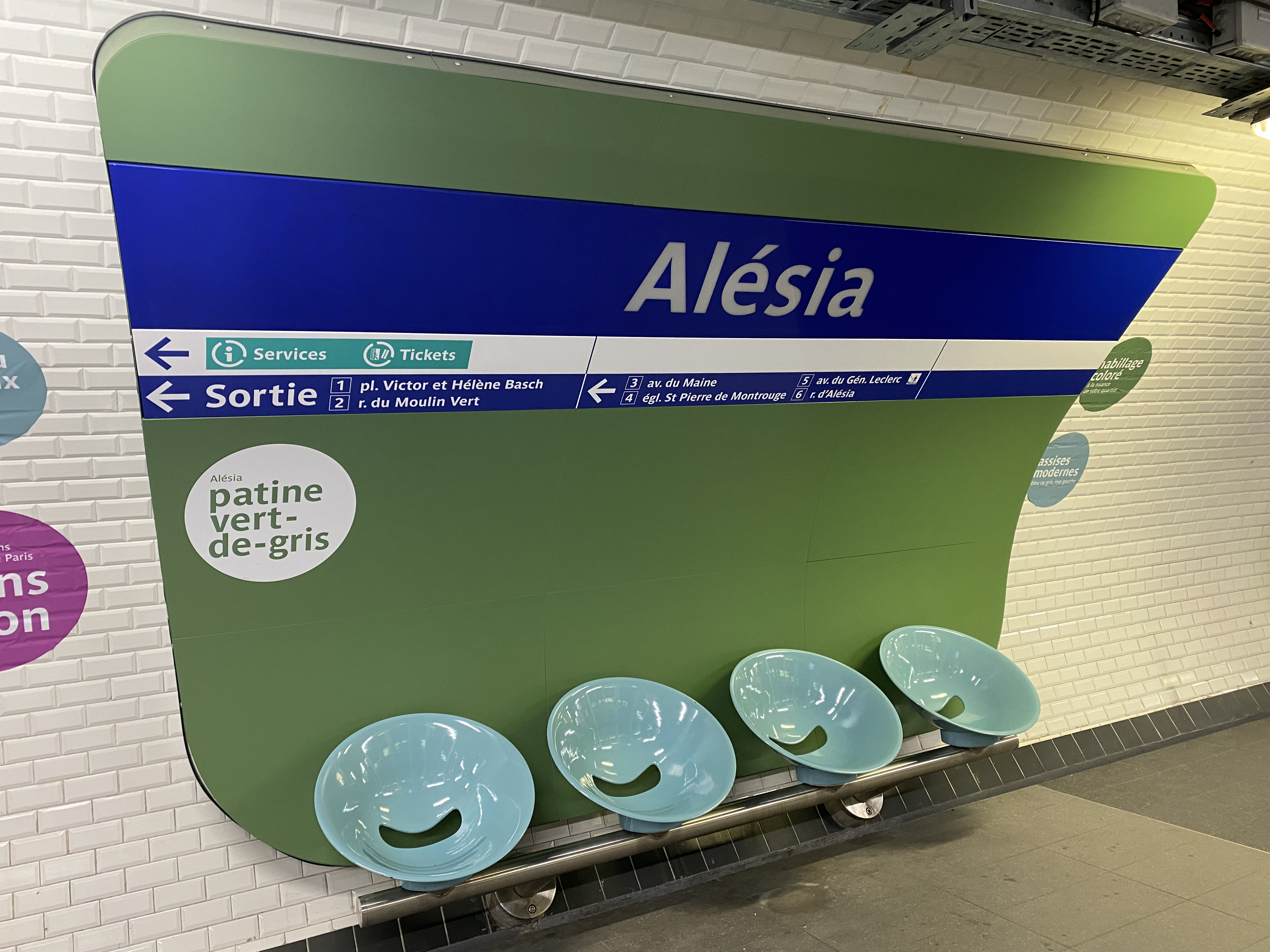
Plaque émaillée portant le nom de la station de métro.

Alésia est une station de configuration standard : les quais sont séparés par les voies du métro situées au centre. Les piédroits sont en courbe et la voûte est elliptique. Dans le cadre de l'automatisation de la ligne 4, les quais de la station sont entièrement équipés de portes palières depuis novembre 2018.

### Intermodalité
La station est desservie par les lignes 38, 62, 68, 92 et le service urbain La Traverse Bièvre - Montsouris du réseau de bus RATP et, la nuit, par les lignes N14, N21 et N66 du réseau Noctilien.

## À proximité
- Église Saint-Pierre de Montrouge
- Pathé Alésia
- Village d'Orléans
- Jardin Lionel-Assouad
- Square Jules-Durand
- Réservoir de Montsouris

## Curiosités
Cette station apparaît dans le film d'animation Les Douze Travaux d'Astérix, pour la septième épreuve « Pénétrer dans l'antre de la Bête ». Cet arrêt a été choisi pour l'origine de son nom, regardant le siège d'Alésia entre Jules César et Vercingétorix.
Dans la bande dessinée La Foire aux immortels d'Enki Bilal, le héros ou anti-héros, Alcide Nikopol, se réveille, de retour de l'exil dans l'espace, station Alésia, en compagnie d'Horus.

## Galerie de photographies

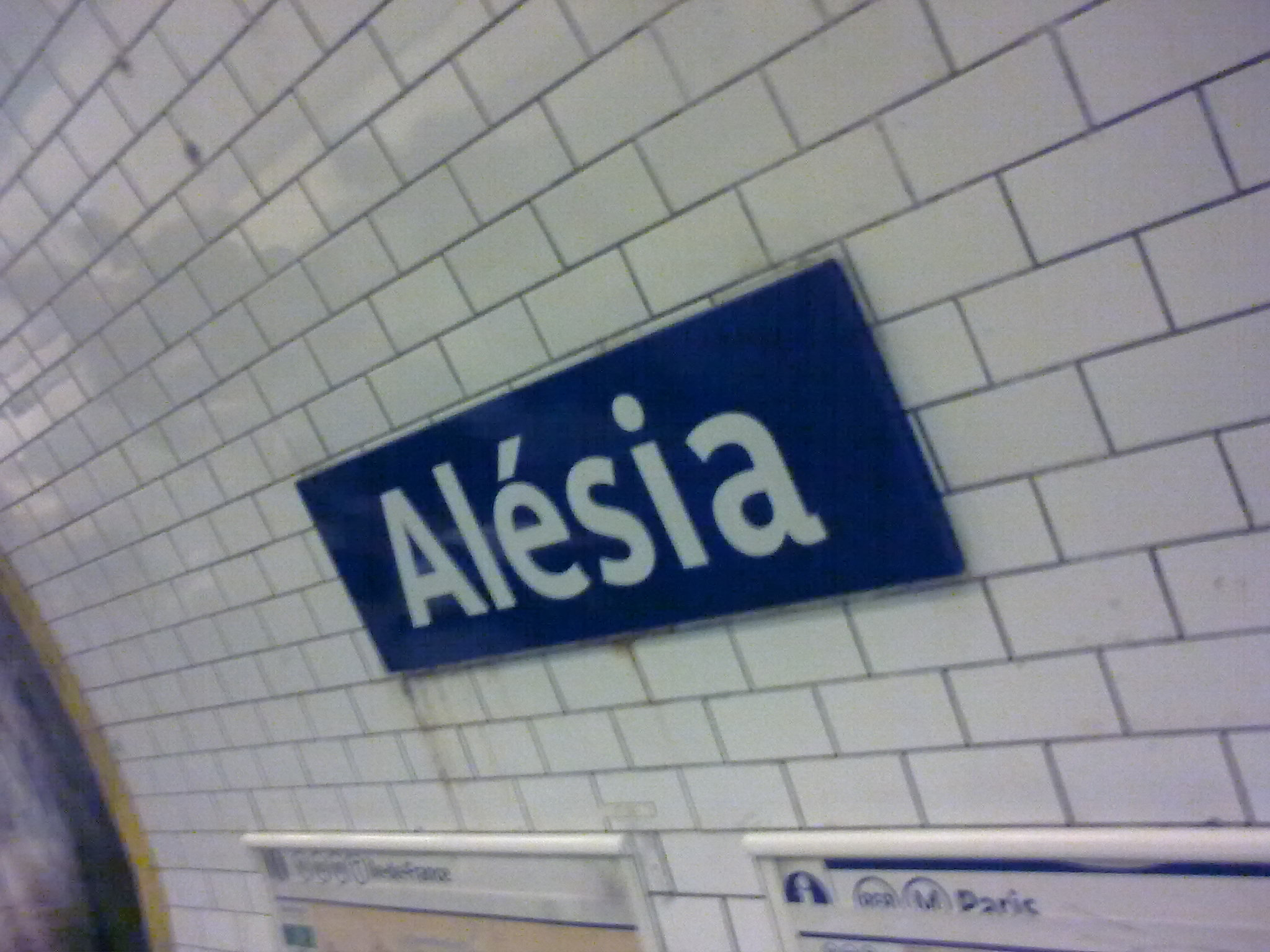
Typographie d'une des plaques de la station.
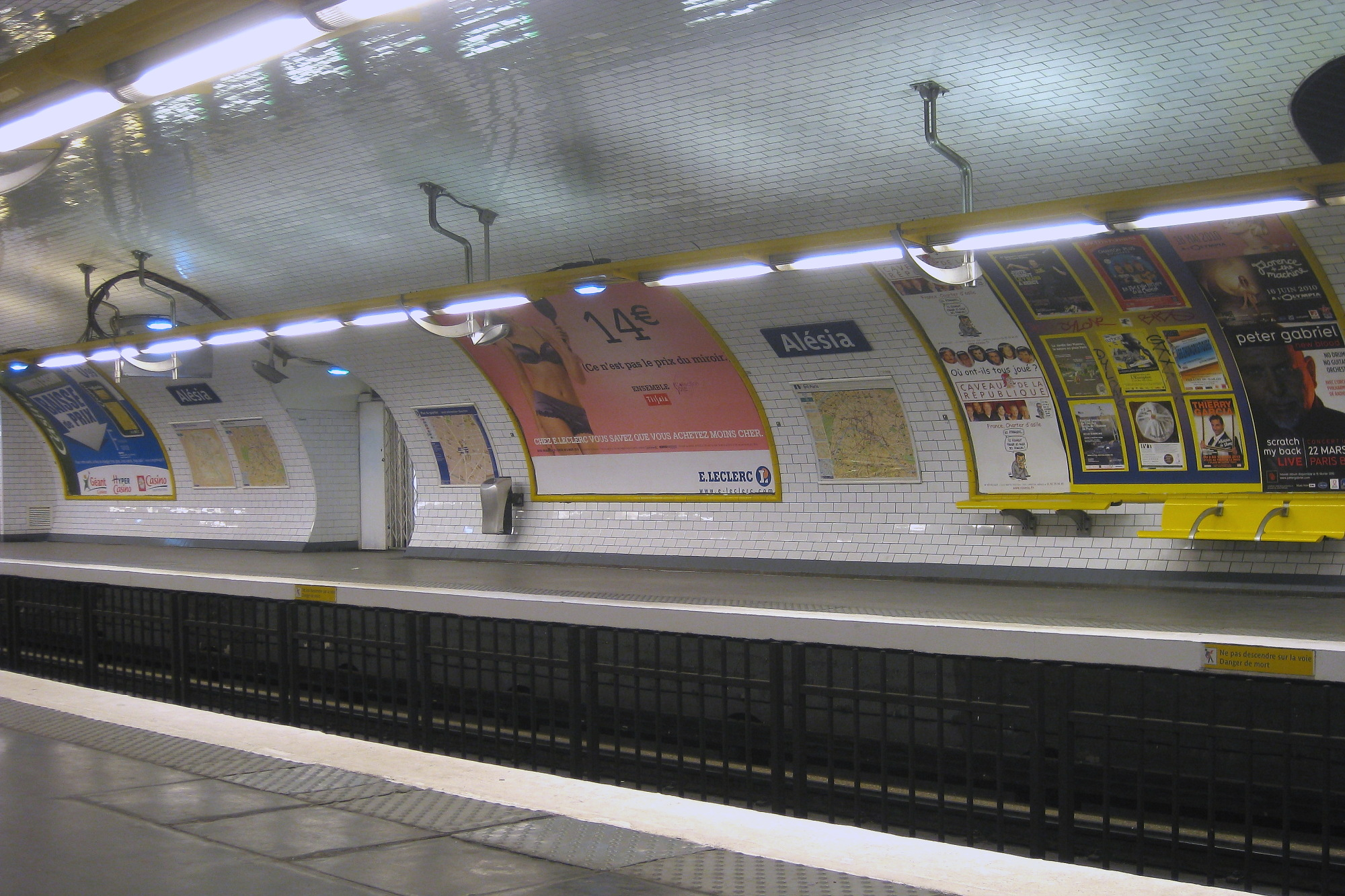
Détail d'un quai, avec tous les aménagements Ouï-dire : rampe lumineuse suspendue par des consoles courbes (ou « faux »), sièges individuels ou banquette assis-debout et frise publicitaire jaunes et carrelage blanc plat.
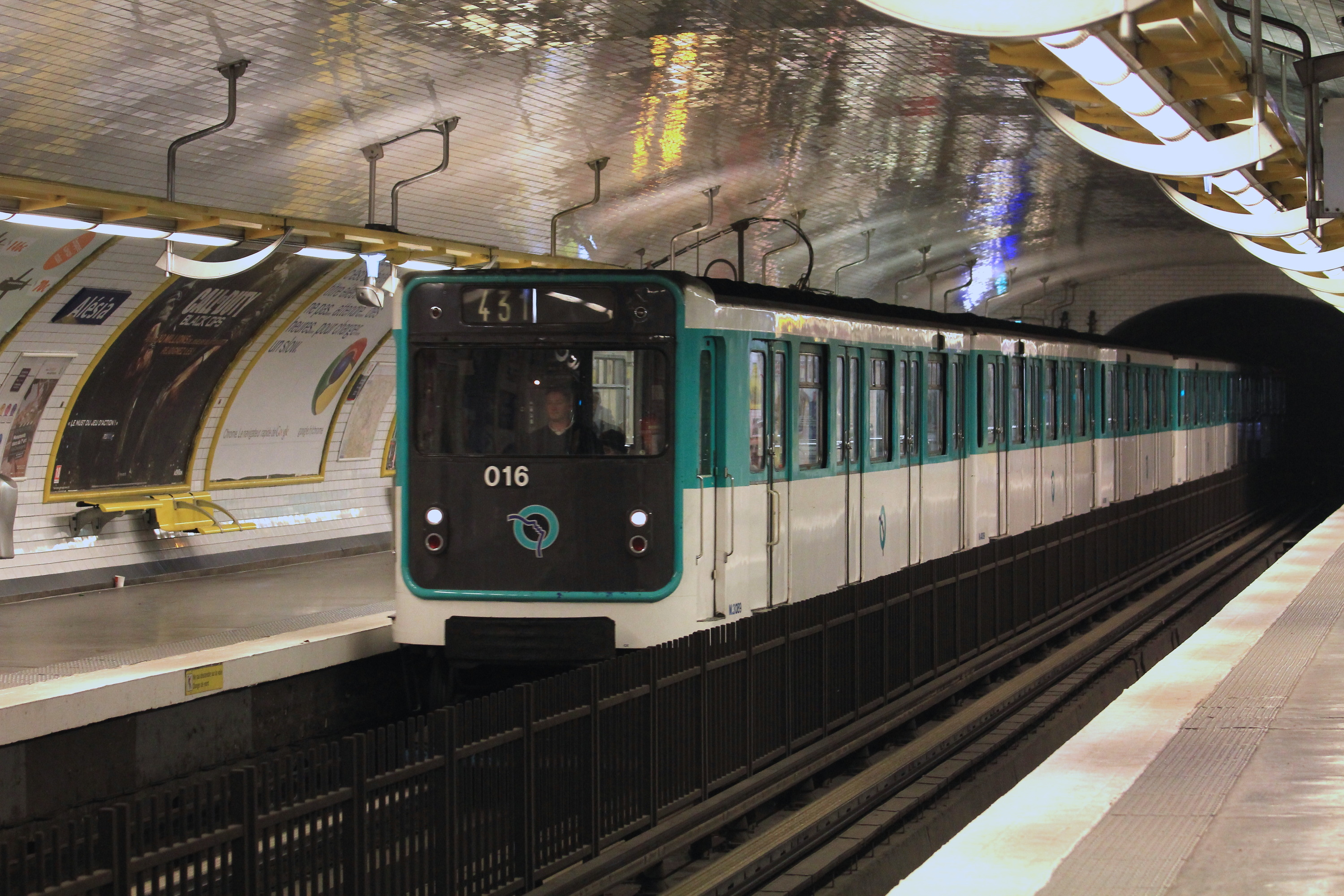
Une rame MP 59 entre dans la station en 2011. Ce matériel a disparu depuis de la ligne.